# Theridion leviorum
Theridion leviorum là một loài nhện trong họ Theridiidae.
Loài này thuộc chi Theridion. Theridion leviorum được Willis J. Gertsch & Riechert miêu tả năm 1976.